# Megalithische tempels van Ta' Ħaġrat
De Ta' Ħaġrat tempels in Mġarr, Malta zijn erkend als werelderfgoed, samen met verschillende andere megalithische tempels van Malta. Ze behoren tot de oudste heiligdommen op aarde. De grotere Ta' Ħaġrat tempel dateert uit de Ġgantija fase (3600-3200 v.C.); de kleinste wordt gedateerd in de Saflieni fase (3300 - 3000 v.C.)

## Locatie
Ta' Ħaġrat ligt aan het oostelijk uiteinde van het dorp Mġarr, op ongeveer een kilometer van de Ta' Skorba tempels. De karakteristieken van de gevel van Ta' Ħaġrat komen overeen met die van het Ta' Skorba complex.

## Tempelcomplex
Uit de overvloed aan opgegraven aardewerk leidt men af dat een dorp op de site was gelegen vóór de tempelbouw. De tempel nam de plaats in van het dorp. Het vroege aardewerk behoort tot de Mġarrfase (3800-3600 v.C.)
Ta’ Hagrat is uit corallijnkalksteen gebouwd, die afkomstig is uit de oudste rots aan het oppervlak van de Maltese eilanden.
Het complex bestaat uit twee aangrenzende tempels die allebei minder formeel gepland zijn dan gebruikelijk in het neolithisch tempelontwerp. De kleinere tempel paalt aan de grotere langs de noordzijde.
De twee delen zijn onregelmatig qua planning en klein in oppervlakte vergeleken bij de andere neolithische tempels op Malta. In tegenstelling tot die andere tempels zijn hier geen versierde steenblokken aangetroffen.
Het meest intrigerende is het schaalmodel van een tempel, gemaakt uit globigerinekalksteen dat hier is teruggevonden. Het model heeft een soort koepeldak en geeft de typische structuur van een Maltese tempel weer, inclusief het trilithonportaal, de smalle en bredere muurtechniek en de bovenlagen van horizontale kraagsteen.

### Hoofdtempel
De tempel uit de Ġgantijafase heeft het typisch klaverblad grondvlak en een concave gevel die uitgeeft op een ruim halfrond voorhof. De gevel heeft een monumentale doorgang in het midden en een zitbank aan de basis. Twee traptreden leiden naar de hoofdingang met een gang die geflankeerd wordt door opstaande megalieten van corallijn kalksteen. Er zijn er drie aan elke kant die grote harde steenplaten ondersteunen. De gang is voorbij de ingang geplaveid met grote steenblokken die heel nauwkeurig geplaatst zijn.
De gang leidt naar een centraal hof met torbavloer; daar omheen bevinden zich drie halfronde zalen. Deze waren gedeeltelijk met muren afgesloten ergens in de Saflienifase.
Er zijn potscherven gehaald uit de inwendige opvulling tussen buiten- en binnenmuur.
De apsissen zijn met ruw gehouwen stenen gebouwd en hebben een rotsvloer. Kraagstenen, zichtbaar op de muren, laten vermoeden dat de tempel een dak had. Een miniatuurmodel van een tempel werd hier ontdekt.

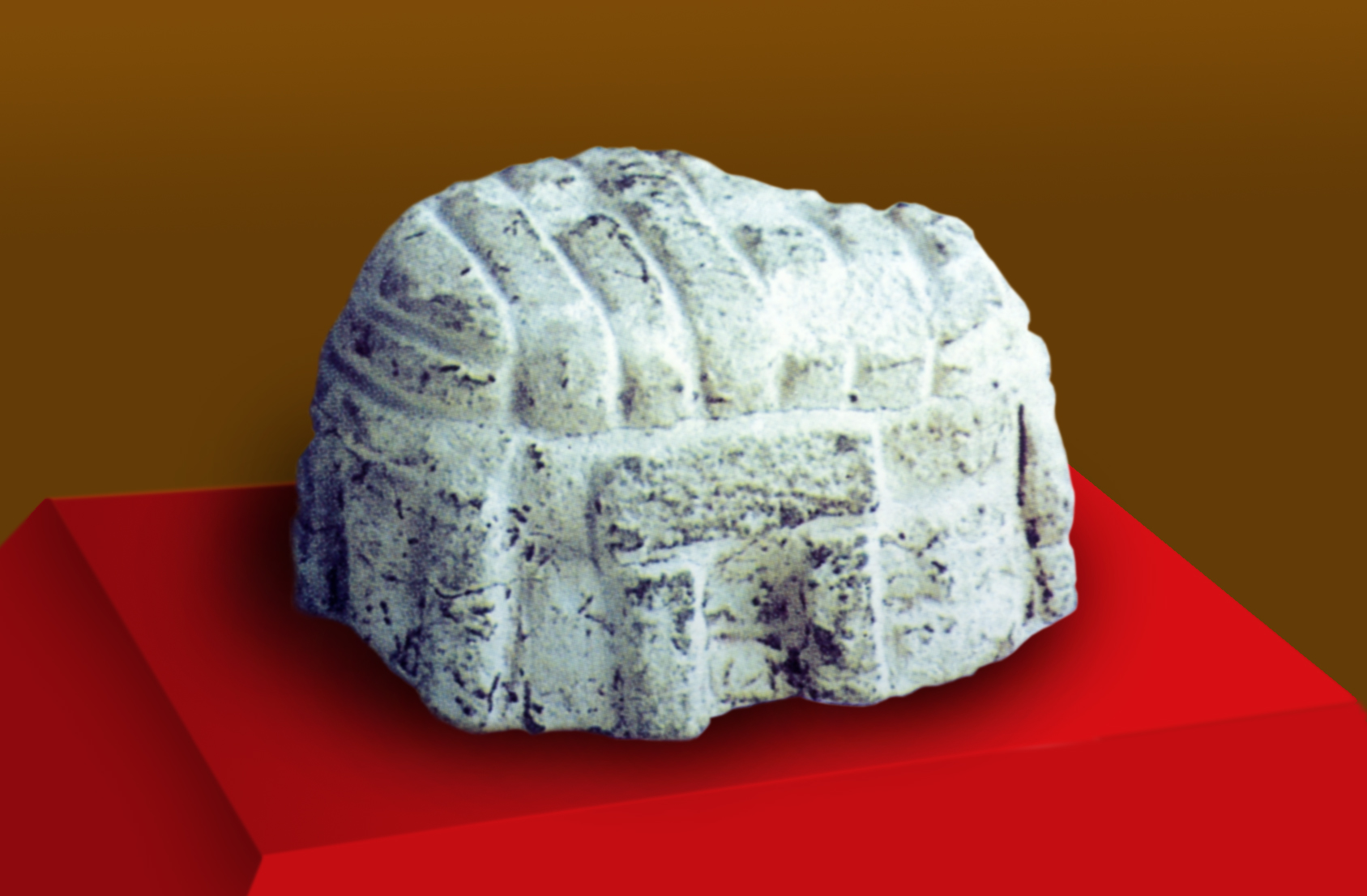
Een gesculpteerd schaalmodel gevonden in Ta' Ħaġrat.

### De bijtempel
De tempel uit de Saflienifase leunt aan in het noorden en heeft een lengte van zes en een halve meter. Toegang is mogelijk langs de oostelijke apsis van de grote tempel. Er zijn kleinere stenen gebruikt en de constructie vertoont onregelmatigheden in zijn design die als archaïsch of provinciaal worden beschouwd. Mogelijk was dit kleine gebouw geen tempel en dient het gezien te worden als het huis voor de priesters zoals dit van Hagar Qim.

## Opgraving
De site werd tussen 1923 en 1926 onder leiding van Temi Zammit opgegraven, de toenmalige directeur van de musea. Verdere opgraving had plaats in 1953. De Britse archeoloog David Trump dateerde in de jaren zestig het complex zeer accuraat.

## Restauratie
Delen van de gevel en de ingang zijn in 1937 gerestaureerd.